# 니콜라이 예브레이노프

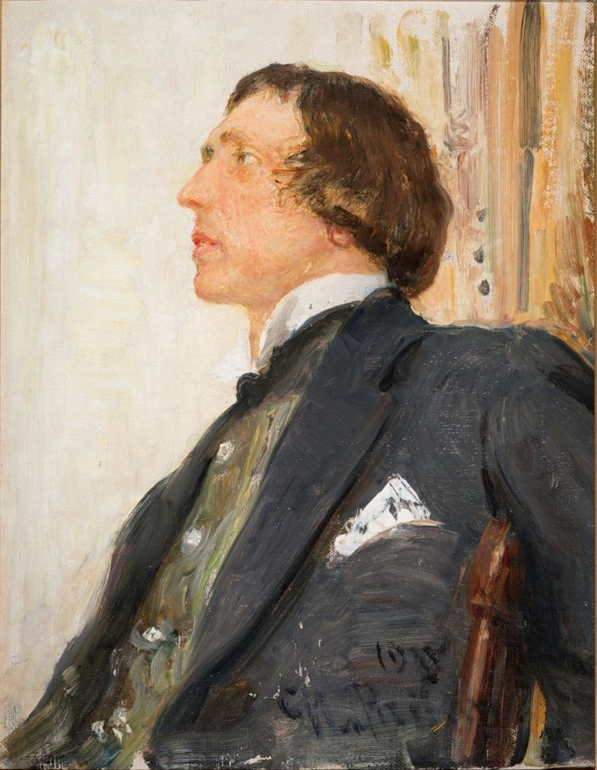
1915년 초상화

니콜라이 니콜라예비치 예브레이노프(러시아어: Николай Николаевич Евреинов, 1879년 2월 13일 ∼ 1953년 9월 7일)는 스타니슬랍스키, 메이예르홀트 등 동시대 연출가들에게 가려져 국내에는 많이 소개되지 못한 러시아의 연출가이자 극작가이다.

## 생애
1879년 모스크바에서 엔지니어인 아버지와 러시아로 귀화한 프랑스 귀족의 후손인 어머니 사이에서 태어났다. 1905년, 희곡 ＜행복의 기저＞가 전문 극단의 무대에 오른 뒤로 그의 희곡 여러 편이 모스크바와 페테르부르크에서 공연되었다. 1907년에는 고전극의 재구(再構)를 통한 연극적 시대의 부활이라는 비전을 품고 설립된 ‘고전극장’의 상임연출자가 되었으며, 1908년부터는 코미사르젭스카야와의 불화로 극장을 떠난 메이예르홀트의 뒤를 이어 ‘코미사르젭스카야극장’ 예술감독으로 일하며, 당시 유행하던 카바레-소극장 ‘휘어진 거울’에서 극작가 겸 연출가, 작곡가로 활약했다. 1910년대에 이르면 제도로서의 극장에서 멀어져 본격적으로 ‘삶의 연극론’에 몰두한다. 혁명 전야인 1914년부터 1916년까지는 핀란드에서 칩거하며 총 세 권으로 이루어진 대작 ≪자신을 위한 극장≫을 탈고했다. 소비에트연방공화국이 세워진 후, ‘소비에트 제2극장’ 연출자로 일해 달라는 ‘소비에트 제1극장’의 연출가 메이예르홀트의 제안을 거절하고 1925년, 파리로 망명했다. 망명 초기에는 ＜가장 중요한 것＞이 프랑스에서 영화화되는 등 비교적 활발히 활동했지만, 점차 대다수의 망명 작가들처럼 ‘땅을 잃고 잊힌’ 작가의 삶을 살게 된다. 아내의 회상록에 따르면 지독한 가난과 싸워야 했던 예브레이노프는 화려한 변형도, 불멸로 이어질 죽음도 꿈꾸기 힘든 파리의 초라한 아파트에서 여전히 정열적으로 러시아 연극사를 집필했고, 즐겨 아를레킨의 옷을 입었으며, 죽기 2주 전쯤부터 곧 닥쳐올 ‘삶의 연극’의 피날레를 예감하고 운명했다.